# Jean-Luc Joinel
Jean-Luc Joinel (Saint-Vincent-de-Cosse, 21 settembre 1953) è un ex rugbista a 15 e dirigente sportivo francese, a lungo attivo come terza linea centro del Brive.

## Biografia
Tutta la carriera di Joinel è legata al Brive, nel quale raggiunse come massimo risultato la finale del campionato francese nel 1975, persa contro il Béziers.
Esordì in Nazionale nel 1977 a Tolosa in occasione di un test match contro la Nuova Zelanda, e prese parte a otto tornei consecutivi del Cinque Nazioni, dal 1979 al 1986 con due vittorie a pari merito e un Grande Slam; partecipò inoltre alla Coppa del Mondo di rugby 1987 nel corso della quale disputò il suo ultimo incontro internazionale, ad Auckland contro lo Zimbabwe.
Dopo il ritiro ha intrapreso l'attività di dirigente sportivo, ricoprendo anche la carica di presidente dell'associazione sportiva cui fa capo il CA Brive.